# Mary Somerset (duchesse de Beaufort)
Victoria Constance Mary Somerset, duchesse de Beaufort, née princesse Mary de Teck et plus tard Lady Mary Cambridge, née le 12 juin 1897 et morte le 23 juin 1987, est la fille aînée d'Adolphus Cambridge (1er marquis de Cambridge) et de Lady Margaret Evelyn Grosvenor. 

## Biographie
La princesse Mary est née à White Lodge, Richmond Park. Elle a été baptisée du nom de Mary of Teck et en 1917, son nom a été légalement changé en Lady Mary Cambridge lorsque son père a renoncé à tous ses titres allemands après le déclenchement de la Première Guerre mondiale. 
Elle est une demoiselle d'honneur, comme Lady Mary Cambridge, lors du mariage du prince Albert, duc de York et de Lady Elizabeth Bowes-Lyon le 3 mai 1923. 
Elle épouse Henry Somerset (10e duc de Beaufort), le 14 juin 1923 à Londres, et est devenue marquise de Worcester et plus tard duchesse de Beaufort lorsque le père de Lord Worcester est décédé en 1924. Ils n'ont pas d'enfants. 
Marie est investie en tant que commandeur de l'Ordre très vénérable de l'hôpital de Saint-Jean de Jérusalem (C.St.J.). Elle est décédée en 1987, âgée de 90 ans à Badminton House, Gloucestershire, et est enterrée à l'église St Michael and All Angels, Badminton.